# Roberto Lovera
Roberto José Lovera Vidal, (14 de noviembre de 1922-22 de junio de 2016) fue un exjugador de baloncesto uruguayo, perteneciente al club Olimpia. Fue capitán de la Selección de baloncesto de Uruguay que logró la medalla de bronce en los Juegos Olímpicos de Helsinki 1952.